# Lonesome Crow
Lonesome Crow è il primo album in studio del gruppo musicale tedesco Scorpions, pubblicato nel 1972.
L'album presenta un Hard rock molto grezzo con un largo uso di "coretti". Nonostante nell'album si riscontri una grande influenza Psychedelic rock, la band non viene comunque considerata come appartenente a questo genere musicale. Questa influenza si può ascoltare maggiormente nelle canzoni In Search of the Peace of Mind e nell'omonima Lonesome Crow, brano di oltre 13 minuti, la canzone più lunga della band.

## Il disco
Questo album prodotto da Conny Plank non è affatto rappresentativo per lo stile Hard rock, a cui sono conosciuti gli Scorpions. In realtà, le tracce di Lonesome Crow sono più vicine al movimento psichedelico dei tardi anni '60, In Search of Peace of Mind è stata eseguita dal vivo per la prima volta solo nel 1978 in Giappone nel live Tokyo Tapes. Tuttavia, l'album comprende anche altri titoli come I'm Going Mad, Leave Me e Inheritance, più in sintonia con il genere Hard Rock.
È l'unico album prodotto completamente con il chitarrista Michael Schenker, fratello minore di Rudolf Schenker.

## Tracce
1. I'm Going Mad – 4:52
2. It All Depends – 3:23
3. Leave Me – 5:02
4. In Search of the Peace of Mind – 4:56
5. Inheritance – 4:37
6. Action – 3:53
7. Lonesome Crow – 13:39
8. Purple Margarita (Drinking Up your love) (Esclusiva della riedizione Giapponese "The Original Scorpions" del 1981) – 34:21

## Formazione
- Klaus Meine - voce
- Michael Schenker - chitarra
- Rudolf Schenker - chitarra
- Lothar Heimberg - basso
- Wolfgang Dziony - batteria